# Koaltanghin
Koaltanghin est une commune rurale située dans le département de Yako de la province du Passoré dans la région Nord au Burkina Faso.

## Géographie
Koaltanghin se trouve à environ 20 km au sud-ouest du centre de Yako, le chef-lieu de la province, et à 6 km au nord-ouest de Tindila.

## Santé et éducation
Le centre de soins le plus proche de Koaltanghin est le centre de santé et de promotion sociale (CSPS) de Tindila tandis que le centre médical avec antenne chirurgicale (CMA) de la province se trouve à Yako.